# Noceco
Noceco es una localidad del municipio burgalés de Merindad de Montija, en la Comunidad Autónoma de Castilla y León (España). 
La iglesia de la localidad es neoclásica y está dedicada a Nuestra Señora del Rosario.

## Localidades limítrofes
Confina con las siguientes localidades:
- Al noreste con Agüera.
- Al este con Bercedo.
- Al sureste con Quintanilla Sopeña.
- Al sur con Villasante.
- Al suroeste con Edesa y Montecillo.

## Demografía
Evolución de la población
| Gráfica de evolución demográfica de Noceco entre 2000 y 2017       |
|                                                                    |
| Población de derecho (2000-2017) según el padrón municipal del INE |

## Historia
Así se describe a Noceco en el tomo XII del Diccionario geográfico-estadístico-histórico de España y sus posesiones de Ultramar, obra impulsada por Pascual Madoz a mediados del siglo XIX:

Lugar en la provincia, diócesis, audiencia territorial y capitanía general de Burgos (18 leguas), partido judicial de Villarcayo (3), y ayuntamiento de la merindad de Montija (1); Situado en una cuesta, donde le combaten con especialidad el viento N; su clima es sano y las enfermedades más comunes las estacionales. Tiene 26 casas; una escuela de primera educación frecuentada por 14 niños cuyo maestro está dotado con 600 reales; una fuente de frescas y saludables aguas en el término; una iglesia parroquial (San Cristóbal) servida por un cura párroco y un sacristán, y una ermita (San Cipriano) ayuda de parroquia dentro del pueblo. Confina el término N Villasante; E Edisa; S el monte, Y O Bercedo. El terreno es montuoso y hay un monte titulado de Cerneja muy dilatado que se calcula contiene más de 3.000.000 de hayas con algunos robles. Caminos: los de pueblo a pueblo, en mal estado por lo quebrado del terreno. Correos: la correspondencia se recibe de Villarcayo por valijero los miércoles y domingos, saliendo los martes y sábados. Producciones: trigo, cebada, patatas, algunas legumbres y yerbas de pasto; ganado lanar, vacuno, cabrío, yeguar y mular; y caza de liebres, perdices, muchos osos, lobos, corzos y tasugos. Industria: la agrícola. Población: 73 vecinos, 281 almas. Capital productivo: 104.610 reales. Imponible: 12.322.
Diccionario geográfico-estadístico-histórico de España y sus posesiones de Ultramar